# Gonfaloniere della Chiesa
Il Gonfaloniere della Chiesa o Gonfaloniere Papale (in latino Vexillifer Ecclesiæ) fu una carica politica e militare dello Stato Pontificio, affidata ad un personaggio di altissimo rango. Nato dall'impiego del gonfalone in ambito bellico, diventò in seguito un titolo cerimoniale e politico.

Stemma di Federico da Montefeltro, gonfaloniere della Chiesa

Stemma di Cesare Borgia come duca di Romagna, duca di Valentinois e capitano generale della Chiesa
(1501-1503)

Stemma di Francesco II Gonzaga, al momento della sua nomina a gonfaloniere della Chiesa, nel 1510

A riprova del fatto che tale carica era la più elevata che i papi potessero accordare ad un laico, sono da notare le nomine di vari sovrani tra cui: Giacomo II il Giusto (1267-1327), re di Sardegna e Corsica che la ricevette da Bonifacio VIII; Ladislao d'Angiò-Durazzo (1376-1414), re di Napoli e di Sicilia e re di Ungheria, a cui venne concessa da papa Innocenzo VII.

## Descrizione
Alla sua nomina, il gonfaloniere riceveva due bandiere, una con l'emblema della Chiesa (vexillum cum armis Ecclesiæ) ed una con lo stemma del papa regnante (cum armis suis). Il gonfaloniere aveva il diritto di apporre gli emblemi ecclesiastici (le chiavi di San Pietro e la basilica) sul proprio stemma; solitamente deponeva gli emblemi alla cessazione del mandato.
Altri personaggi illustri che ricoprirono questa alta carica furono: Muzio Attendolo Sforza, nominato da papa Martino V; Ludovico, Delfino di Francia, che ne fu insignito da papa Eugenio IV (1431-1447); sempre Eugenio IV, nominò gonfaloniere Francesco Sforza, signore di Milano, e successivamente Alfonso V d'Aragona, re di Napoli, e Sigismondo Pandolfo Malatesta, signore di Rimini; Federico da Montefeltro, duca di Urbino e Gubbio, venne nominato da papa Pio II e successivamente confermato da Paolo II e Sisto IV; suo figlio Guidobaldo da Montefeltro, venne nominato da papa Giulio II, come pure suo nipote, il duca Francesco Maria I Della Rovere; fu gonfaloniere anche Gianfrancesco Gonzaga, marchese di Mantova, al quale la conferì sempre Giulio II; Odoardo I Farnese, quinto duca di Parma e Piacenza, che la ricevette da papa Gregorio XV, mentre papa Urbano VIII la conferì al proprio fratello Carlo Barberini, e dopo la morte di questi nel 1630 a Torquato Conti, duca di Guadagnolo.
Papa Innocenzo XI abolì le figure del gonfaloniere e del Capitano generale della Chiesa, sostituendole con la figura del Vessilifero di Santa Romana Chiesa con funzioni del tutto diverse dalla precedente trattandosi del solo comando di un corpo di guardia pontificio con specifici compiti di sorveglianza, a tutela della persona del Pontefice. Rese inoltre ereditaria la carica anche detta di Vessillifero de' Cavalleggeri e Lance Spezzate e la conferì al marchese Giovanni Battista Naro, nella cui famiglia, che per successione divenne Patrizi Naro Montoro, rimase fino al motu proprio Pontificalis Domus del 1968.
Tuttavia, il capo di Casa Farnese si fregiò del titolo di Gonfaloniere perpetuo di Santa Romana Chiesa in virtù della concessione fatta da Papa Paolo III a Pier Luigi Farnese e confermata ai suoi successori.
A conferma dell'importanza della dignità di Vessillifero di Santa Romana Chiesa, papa Clemente XI dispose che il titolare dovesse essere scortato, nelle solenni cavalcate, dai due Capitani dei Cavalleggeri.
Nel 1801 papa Pio VII, in sostituzione dei disciolti Cavalleggeri, istituì il nuovo Corpo della Guardia nobile Pontificia; il Vessillifero entrò a farne parte come Capitano con il grado di Tenente Generale.
Infine papa Pio IX dispose che il titolare di tale carica si dovesse fregiare di uno speciale distintivo da collo su cui spicca la parola Vexillifer e che il titolare fosse sempre annoverato tra i Camerieri segreti.

## Serie storica dei Gonfalonieri della Chiesa
| Durata               | Ritratto | Nome                         | Pontefice                       | Note |
| -------------------- | -------- | ---------------------------- | ------------------------------- | --- |
| 1059 – ?             |          | Roberto il Guiscardo         | Papa Niccolò II (1059-1061)     | [ 6 ] |
|                      |          |                              |                                 | |
| ca. 1118             |          | Stefano il Normanno          | Papa Gelasio II                 | Con Pier Leoni liberò Papa Gelasio II da Cencio II Frangipane. |
|                      |          |                              |                                 | |
| ca. 1296             |          | Giacomo II d'Aragona         | Papa Bonifacio VIII (1294-1303) | Re di Aragona e Valencia; Gonfaloniere, ammiraglio, e Capitano generale della Chiesa; nominato per incoraggiarlo a fare la guerra contro il fratello Federico III di Sicilia |
|                      |          |                              |                                 | |
| 1372 – ?             |          | Galeotto I Malatesta         | Papa Gregorio XI (1370-1378)    | Comandante delle Armate Papali contro Bernabò Visconti, che sconfisse a Montechiaro. |
|                      |          |                              |                                 | |
| 1377 – 1384          |          | Rodolfo II da Varano         | Papa Gregorio XI (1370-1378)    | Servì durante gli anni finali della Cattività avignonese. |
|                      |          |                              |                                 | |
| 1384 – 1385          |          | Carlo III di Napoli          | Papa Urbano VI (1378-1389)      | Re di Napoli. Scomunicato e rimosso dal suo incarico, le sue truppe assediarono la papa a Nocera Inferiore, mentre il papa in seguito tentò di usurpare Napoli per il proprio nipote Francesco Moricotti. |
|                      |          |                              |                                 | |
| 1387 – ?             |          | Carlo I Malatesta            | Papa Urbano VI (1378-1389)      | Un condottiero. |
|                      |          |                              |                                 | |
| ca. 1399             |          | Martino I d'Aragona          | Antipapa Benedetto XIII         | Re d'Aragona e Re di Sicilia. Gonfaloniere durante lo Scisma d'Occidente, rifiutò di muovere guerra contro la Francia durante l'assedio di Avignone |
|                      |          |                              |                                 | |
| 1403 – ?             |          | Niccolò III d'Este           | Papa Bonifacio IX (1389-1404)   | Condottiero, Signore di Ferrara, nominato in opposizione a Milano. |
|                      |          |                              |                                 | |
| 1406 – ?             |          | Ladislao I di Napoli         | Papa Innocenzo VII (1404-1406)  | Re di Napoli, fu nominato per aiutare Innocenzo VII contro i baroni romani. Sconfitto a Roccasecca nel 1411, abbandonò Papa Gregorio XII a favore del l'antipapa Giovanni XXIII, che lo nominò suo Gonfaloniere. |
|                      |          |                              |                                 | |
| 1409 – 1411          |          | Luigi II d'Angiò             | Antipope Antipapa Alessandro V  | Oppositore di Ladislo per il Regno di Napoli, fu creato Gonfaloniere dal Concilio di Pisa e dall'antipapa Alessandro V. Nonostante la vittoria a Roccasecca, tornò in Francia. |
|                      |          |                              |                                 | |
| 1412 – ?             |          | Gianfrancesco I Gonzaga      | Papa Gregorio XII (1406-1415)   | Condottiero e Signore di Mantova. |
|                      |          |                              |                                 | |
| 1431 – ?             |          | Niccolò Fortebraccio         | Papa Eugenio IV (1431-1447)     | Condottiero; nonostante la sua incapacità di riconquistare Città di Castello, fu creato Gonfaloniere per opporsi all'imperatore Sigismondo di Lussemburgo in Toscana e ai Prefetti di Vico nel Lazio, ma licenziato perché utilizzava la sua carica per promuovere i propri interessi. Successivamente entrò in guerra contro lo Stato Pontificio al servizio del Ducato di Milano. |
|                      |          |                              |                                 | |
| 1433 – 1434          |          | Giovanni Maria Vitelleschi   | Papa Eugenio IV (1431-1447)     | Comandante delle Armate Papali per breve tempo sotto Papa Eugenio IV. |
|                      |          |                              |                                 | |
| 1434 – 1442          |          | Francesco Sforza             | Papa Eugenio IV (1431-1447)     | Condottiero, mentre combatteva per Milano ricevette la carica di Gonfaloniere insieme alla Marca Anconitana: come parte dei termini dell'accodo guidò la campagna contro l'ex Gonfaloniere ed ex alleato Niccolò Fortebraccio. Perse la sua posizione dopoché Milano si alleò con il Papa contro di lui.                                                                            |
| 1442 – ?             |          | Niccolò Piccinino            | Papa Eugenio IV (1431-1447)     | Condottiero, dapprima aiutò Fortebraccio e Sforza contro il Papato, nominato Gonfaloniere per recuperare i possedimenti dello Sforza nella Marca Anconitana. |
|                      |          |                              |                                 | |
| 1444 – ?             |          | Luigi XI di Francia          | Papa Eugenio IV (1431-1447)     | Nominato per le sue azioni in Svizzera contro il Concilio di Basilea e l'antipapa Felice V. |
|                      |          |                              |                                 | |
| ca. 1455             |          | Francesco Sforza             |                                 | Seconda nomina. |
|                      |          |                              |                                 | |
| 1456 – 1458          |          | Pedro Luis de Borja          | Papa Callisto III (1455-1458)   | Anche Capitano generale della Chiesa; nipote del pontefice. |
|                      |          |                              |                                 | |
| 1462 – 1468          |          | Federico da Montefeltro      | Papa Pio II (1458-1464)         | Condottiero e Conte di Urbino. Nominato contro Sigismondo Malatesta, signore di Rimini, fu poi riconfermato da Papa Paolo II per opporsi alla Repubblica di Venezia, ma contestato nella sua conquista di Rimini dopo la vittoria a Molinella, cambiò bandiera. |
|                      |          |                              |                                 | |
| 1474 – 1482          |          | Federico da Montefeltro      | Papa Sisto IV (1471-1484)       | Secondo incarico. Sposò la figlia al nipote favorito del Papa, Giovanni della Rovere, che ereditò il ducato alla morte di Guidobaldo da Montefeltro, erede di Federico. |
| 1484 – 1489          |          | Giovanni della Rovere        | Papa Innocenzo VIII (1484-1492) | Anche Capitano generale della Chiesa. |
| 1489 – 1496          |          | Niccolò Orsini               | Papa Innocenzo VIII (1484-1492) | Anche Capitano generale della Chiesa. |
| 1496 – 1497          |          | Giovanni Borgia              | Papa Alessandro VI (1492-1503)  | Figlio del pontefice, Duca di Gandia, Capitano generale della Chiesa. |
|                      |          |                              |                                 | |
| 29 marzo 1500 – 1503 |          | Cesare Borgia                | Papa Alessandro VI (1492-1503)  | Figlio del pontefice, ex cardinale, Duca di Valentinois, Capitano generale della Chiesa. |
| 1504 – 1508?         |          | Guidobaldo da Montefeltro    | Papa Giulio II (1503-1513)      | Condottiero e Duca d'Urbino: figlio di Federico da Montefeltro, adottò il nipote Francesco Maria I della Rovere come erede. |
| 19 April 1509 – 1510 |          | Alfonso I d'Este             | Papa Giulio II (1503-1513)      | Anche Duca di Ferrara e Capitano generale della Chiesa. Comandò le truppe contro Venezia nella seconda fase della Guerra della Lega di Cambrai. Rimosso dall'incarico e scomunicato con tutta la famiglia per fare tornare Ferrara sotto la diretta amministrazione pontificia. |
| 1510 – ?             |          | Francesco II Gonzaga         | Papa Giulio II (1503-1513)      | Anche Duca di Mantova e Capitano generale della Chiesa. |
| 1513 – 1516          |          | Giuliano de' Medici          | Papa Leone X (1513-1521)        | Anche Capitano generale della Chiesa e Duca di Nemours. |
| 1516 – ?             |          | Lorenzo de' Medici           | Papa Leone X (1513-1521)        | Anche Capitano generale della Chiesa: guidò le truppe nella Guerra di Urbino (1517), prima di essere ferito e sconfitto all'assedio di Mondolfo |
| 1519 – ?             |          | Federico II Gonzaga          | Papa Clemente VII (1503-1513)   | Anche Duca di Mantova e Capitano generale della Chiesa, come Capitano generale della Repubblica di Venezia. |
| 1537 – 1547          |          | Pier Luigi Farnese           | Papa Paolo III (1534-1549)      | Figlio del pontefrice, anche Duca di Parma e Duca di Castro. |
| 1547 – 1551          |          | Ottavio Farnese              | Papa Paolo III (1534-1549)      | Figlio di Pier Luigi Farnese, anche Duca di Parma e Duca di Castro |
|                      |          |                              |                                 | |
| ca. 1565             |          | Jacques Annibal de Hohenembs | Papa Pio IV (1559-1665)         | (o Conte Annibale di Altemps.) |
|                      |          |                              |                                 | |
| 1567 – ?             |          | Ottavio Farnese              | Papa Pio V (1566-1572)          | Seconda volta. |
|                      |          |                              |                                 | |
| 1572 – 1585          |          | Giacomo Boncompagni          | Papa Gregorio XIII (1572-1585)  | Figlio, anche Capitano Generale del Ducato di Milano (sotto la Spagna), Duca di Sora e Arce, Duca di Aquino e Arpino. Rimosso dalla carica all'elezione di Papa Sisto V. |
|                      |          |                              |                                 | |
| ca. 1621 – ?         |          | Odoardo I Farnese            | Papa Gregorio XV (1621-1623)    | Anche Duca di Parma e Piacenza. Scomunicato, gli fu proibito l'uso degli emblemi che spettavano al Gonfaloniere da Papa Urbano VIII. |
| ? – 1630             |          | Carlo Barberini              | Papa Urbano VIII (1623-1644)    | Fratello del Papa e di Antonio Barberini, padre di Taddeo Barberini. |
| 1630 – 1636?         |          | Torquato Conti               | Papa Urbano VIII (1623-1644)    | Duca di Guadagnolo e Feldmaresciallo del Sacro Romano Impero |
| 1639 – 1644          |          | Taddeo Barberini             | Papa Urbano VIII (1623-1644)    | Nipote del Papa, Principe di Palestrina, fu Comandante delle Armate Papali nella Guerra di Castro. |
| 1649 – ?             |          | Maffeo Barberini             | Papa Innocenzo X (1644-1655)    | Figlio di Taddeo Barberini, ottenne la carica con la riconciliazione tra le famiglie Pamphili e Barberini. |
| ? – 1689             |          | Livio Odescalchi             | Papa Innocenzo XI (1676-1689)   | Nipote di Papa Innocenzo XI, anche Capitano Generale della Chiesa |